# The Capitol Years
The Capitol Years (relançado em 2003 com o título de The Essential) é uma coletânea musical da cantora e atriz estadunidense Liza Minnelli. Lançada em 2001, pela gravadora EMI, contém uma seleção de faixas advindas de fonogramas comercializados enquanto a artista era contratada da gravadora Capitol Records.
Em 2003, o álbum foi relançado com um novo título, The Essential. Também houve alterações na capa e no encarte. A lista de faixas em sua totalidade e ordem original foram mantidas.

## Antecedentes e conteúdo
A estreia de Liza Minnelli no mundo das gravações ocorreu em 1961, quando a artista gravou três canções no Dick Charles Recording Studio, em Nova Iorque, sob a produção de Marvin Hamlisch. As faixas não tinham objetivos mercadológicos, elas foram gravadas como um presente de Natal para sua mãe, a também atriz  e cantora Judy Garland.
Durante o outono de 1962, Minnelli gravou músicas para a trilha sonora do filme de animação Journey Back to Oz e continuou com gravações para o musical Best Foot Forward. Seu primeiro single lançado comercialmente foi um compacto simples com as canções "You are for Loving" e "What do you think I am?", pela gravadora Cadence Records, em 1963. Esse single se transformou em um dos maiores sucessos da carreira de Minnelli, com mais de 500 mil cópias vendidas, chamando a atenção da Capitol Records, que a contratou no mesmo ano.
Minnelli gravou três álbuns e alguns singles para a Capitol, entre os anos de 1963 e 1966, quando tinha entre 17 e 20 anos de idade. Embora seu primeiro álbum lançado, Liza! Liza!, de 1964, tenha obtido um êxito considerável (atingiu a posição de #115 na Billboard 200 e vendeu 500 mil cópias), os outros dois (It Amazes Me, de 1965, e There Is A Time, de 1966) falharam em aparecer nas paradas musicais, apesar de serem bem recebidos pela crítica.
Os arranjos de todas as canções presentes no disco são de Peter Matz, a lista de faixas inclui na integra o álbum 'Liza! Liza! (embora a ordem original tenha sido alterada) e mais cinco faixas de cada um dos álbuns subsequentes (It Amazes Me e There Is A Time).

## Recepção crítica
| Críticas profissionais | Críticas profissionais |
| Avaliações da crítica  | Avaliações da crítica  |
| Fonte                  | Avaliação              |
| ---------------------- | ---------------------- |
| AllMusic               | [ 9 ]                  |
| Jornal do Brasil       | Favorável              |

As resenhas dos críticos especializados em música foram favoráveis.
William Ruhlmann, do site AllMusic, avaliou com três estrelas de cinco e escreveu que a coleção "apresenta algumas excelentes gravações iniciais de Minnelli", no entanto ele afirmou que "como uma compilação em um único CD de suas gravações na Capitol Records, poderia ter sido melhor selecionada e organizada".
O crítico do Jornal do Brasil, Claudio Botelho, escreveu que embora os sinais da pouca idade de Minnelli (como o anasalado da adolescência e a pronúncia ainda branda, sem os excessos de consoantes que viraram marca registrada da cantora) sejam perceptíveis nas faixas, as interpretações são requintadas, e a artista coloca o coração em todas as palavras. Ele destacou as canções: "Maybe This Time" e "Together Wherever We Go (Gypsy)".

## Desempenho comercial
Comercialmente, falhou em aparecer na parada Billboard 200.

## Lista de faixas
- Créditos adaptados do CD The Capitol Years, de 2000.[11]

| N.º | Título                                             | Compositor(es)                                     | Álbum           | Duração |  |
| 1.  | "Blue Moon"                                        | Richard Rodgers, Lorenz Hart                       | Liza! Liza!     | 2:04    |  |
| 2.  | "I Knew Him When"                                  | Harold Arlen, E.Y. "Yip" Harburg, Ira Gershwin     | Liza! Liza!     | 2:41    |  |
| 3.  | "Try To Remember"                                  | Harvey Schmidt, Tom Jones                          | Liza! Liza!     | 4:20    |  |
| 4.  | "Meantime"                                         | Al Stillman, Robert Allen                          | Liza! Liza!     | 3:37    |  |
| 5.  | "Don't Ever Leave Me"                              | Jerome Kern, Oscar Hammerstein II                  | Liza! Liza!     | 2:37    |  |
| 6.  | "The Travelin' Life"                               | Howard Liebling, Marvin Hamlisch                   | Liza! Liza!     | 2:51    |  |
| 7.  | "Maybe Soon"                                       | Richard Everitt, Laurence Stith                    | Liza! Liza!     | 3:17    |  |
| 8.  | "It's Just A Matter Of Time"                       | R. Everitt, L. Stith                               | Liza! Liza!     | 3:04    |  |
| 9.  | "Together Wherever We Go (Gypsy)"                  | Stephen Sondheim, Jule Styne                       | Liza! Liza!     | 3:44    |  |
| 10. | "Maybe This Time"                                  | John Kander, Fred Ebb                              | Liza! Liza!     | 3:30    |  |
| 11. | "I'm All I've Got"                                 | Milton Schafer, Ronny Graham                       | Liza! Liza!     | 1:51    |  |
| 12. | "If I Were In Your Shoes"                          | J. Kander, F. Ebb                                  | Liza! Liza!     | 3:22    |  |
| 13. | "Plenty Of Time"                                   | Kander, Ebb                                        | It Amazes Me    | 4:16    |  |
| 14. | "It Amazes Me"                                     | Cy Coleman, Carolyn Leigh                          | It Amazes Me    | 3:09    |  |
| 15. | "Wait 'Till You See Him"                           | R. Rodgers, L. Hart                                | It Amazes Me    | 2:44    |  |
| 16. | "I Like The Likes Of You"                          | Vernon Duke, Yip Harburg                           | It Amazes Me    | 2:16    |  |
| 17. | "My Shining Hour"                                  | Johnny Mercer, Harold Arlen                        | It Amazes Me    | 3:22    |  |
| 18. | "The Days Of The Waltz"                            | Jacques Brel, Holt                                 | There Is A Time | 4:20    |  |
| 19. | "I'll Build A Stairway To Paradise"                | Buddy DeSylva, George Gershwin, Ira Gershwin       | There Is A Time | 2:07    |  |
| 20. | "One Of Those Songs (Girls Of The Folies-Bergere)" | Calvi, Holt                                        | There Is A Time | 1:47    |  |
| 21. | "I (Who Have Nothing)"                             | Jerry Leiber and Mike Stoller, Mogol, Carlo Donida | There Is A Time | 2:43    |  |
| 22. | "There Is A Time (Le Temps)"                       | Lees, Charles Aznavour, Davis                      | There Is A Time | 2:17    |  |